# ヘキサメチルリン酸トリアミド
ヘキサメチルリン酸トリアミド (ヘキサメチルリンさんトリアミド、hexamethylphosphoric triamide) は、無色透明で芳香を持つ液体状の有機化合物である。略称はHMPA。HMPA は主に溶媒として利用される。
HMPTと略記される場合もあるが、還元体のヘキサメチル亜リン酸トリアミド（トリス（ジメチルアミノ）ホスフィン、化学式 [(CH3)2N]3P と混同されやすい。

## 用途
高分子ポリマーの溶媒やガスの選択的な溶媒、実験室スケールでの有機金属の溶媒や有機化学反応の溶媒、ポリスチレンの熱による劣化を避けるための安定化剤などに用いられる。
また、HMPA は有機反応の選択性を向上させる場合がある。例えば、一部の脱プロトン化反応において、ブチルリチウムなどのアルキルリチウムに HMPA を添加すると、アルキルリチウムのオリゴマーを解離させて反応性を向上させることができる。塩を基質とする求核置換反応において溶媒として用いると、対カチオンを溶媒和させることで求核剤であるアニオンの反応性を高め、起こりにくい SN2反応などを促進することが可能である。HMPAの酸素原子は強くリチウムカチオンに強く引き付けられる。HMPA とモリブデン過酸化物との錯体は、合成化学分野では酸化剤として利用される。
なお、難燃剤としての試験や昆虫の不妊化剤としての試験も行われたが、現在のところこれらの用途での使用例は知られていない。
名古屋の古美術修復家武智光春は、1967年に油性マジックで落書きされた丸亀市妙法寺所蔵の与謝蕪村「蘇鉄図」「寒山拾得図」を、1982年から1983年にかけてHMPAを使ってインクを洗い流すことにより、修復に成功した。この修復の模様はNHKで『名画復元～表具師執念の技～』として1983年11月23日に放送された。

## 代替物質
HMPA はヒト発癌性物質としての疑いが持たれていることから、その代替物質の研究が進められている。HMPA 中で反応性が最高とされていた反応の多くにおいて、溶媒をジメチルスルホキシド (DMSO) で代用することが可能である。DMSO と HMPA はどちらも水素結合における非常に強力な受容体であり、それらの酸素原子は金属イオンとも結合することができる。その他の代替化合物として、テトラアルキル尿素（ジメチルエチレン尿素 (DMI)、ジメチルプロピレン尿素 (DMU)、テトラメチル尿素 (TMU) など）も用いられる。

## 毒性
HMPA は、発癌性物質に関する調査報告の第11版において、ヒト発癌物質であると予想されている。
HMPA は塩酸処理により毒性を低下させることが可能である。一般に、リン酸アミドなど、窒素とリンの一重結合をもつ化合物は、塩酸で処理することでプロトン化したアミンと P-Cl 化合物とに分解できる。例えば、(CH3)2NP(C6H5)2 を塩酸で処理すると、ClP(C6H5)2 およびジメチルアミンの塩酸塩に変えることができる。